# Grigori Frid
Grigori Samuilovici Frid, menționat în unele surse ca Grigori Fried, (în rusă Григорий Самуилович Фрид; n. 22 septembrie 1915, Petrograd, Imperiul Rus – d. 22 septembrie 2012, Moscova, Rusia) a fost un compozitor rus de muzică din mai multe genuri diferite, inclusiv de operă.

## Biografie
Născut în Petrograd, acum St. Petersburg, Frid a studiat la Conservatorul din Moscova cu Heinrich Litinsky și Vissarion Șcebalin. A luptat pe front în cel de-al Doilea Război Mondial. Stilul primelor sale compoziții muzicale poate fi considerat convențional, urmând tradiția așa-numitului „realism socialist”. La vârsta de 55 de ani și-a schimbat radical stilul, orientându-se către sistemul dodecafonic și mai multe alte tehnici moderne de compoziție muzicală.
Frid a fost un prolific compozitor. Compozițiile sale cele mai notabile sunt două opere de cameră, după propriile lui librete. Jurnalul Annei Frank este o monodramă în 21 de scene pentru soprană și orchestră de cameră, cu o durată de aproximativ o oră. Ea a fost compusă în anul 1969  și avut o prima interpretare cu acompaniament de pian la Casa Uniunii Compozitorilor din Moscova în 17 sau 18 mai 1972. Scrisorile lui Van Gogh este o mono-operă în două părți, pentru bariton și ansamblu cameral, inspirată din scrisorile lui Vincent Van Gogh către fratele lui, Theo. Opera a fost compusă în anul 1975 și a avut premiera în concert în același loc, pe 29 noiembrie 1976
El a scris trei simfonii (1939, 1955, 1964), o serie de concerte instrumentale, inclusiv un Concert pentru vioară, pian și orchestră de coarde (1981), muzică pentru teatru și cinema, inclusiv muzică de scenă pentru Fedra de Jean Racine (1985), muzică de voce și cameră, inclusiv un ciclu de Poeme (1973), pentru voce și ansamblu cameral după poeziile lui Federico García Lorca, un Cvintet de piane (1981), o Fantezie pentru violoncel și pian (1982), Fedra (Phèdre, 1985) - cvintet cu pian cu violă solo, și Cinci cântece după poeziile lui Luís de Camões (1985).
Frid a fost cunoscut ca un propagandist muzical și organizator al unei serii de concerte-prelegeri pentru tinerii de la Casa Uniunii Compozitorilor din Moscova, care au fost populare în anii 1970. El a fost, de asemenea, artist vizual, având o serie de expoziții de picturi. Frid a scris câteva volume de amintiri, dintre care două au fost publicate la Moscova în 1987 și 1991.

## Lucrări selectate
Muzică de operă
- Jurnalul Annei Frank (Дневник Анны Франк), monolog-operă în 2 acte, pentru soprană și orchestră de cameră, Op. 60 (1969); versiunea II (1999), pentru soprană și ansamblu cameral; libretul a fost scris de compozitor
- Scrisorile lui Van Gogh (Письма Ван-Гога), monolog-operă în 2 acte, pentru bariton și ansamblu de cameră, Op. 69 (1975); libretul scris de compozitor s-a inspirat din scrisorile lui Vincent van Gogh către fratele lui, Theo

Muzică pentru orchestră
- Uvertura nr. 1 (1936)
- Simfonia nr. 1 (1939)
- Piesă (Пьеса) (1939)
- Luminile nopții (Северное сияние), Suită (1946)
- 3 marșuri (Три марша) (1947)
- Calendarul naturii (Календарь природы) după Mihail Prișvin (1947); de asemenea, o versiune pentru vioară și pian
- Uvertura nr. 2 (1950)
- Întreg anul (Круглый год) după Samuil Marșak (1951); de asemenea, pentru pian
- Sinfonietta (Симфониетта) (1951)
- Suită veselă (Веселая сюита) (1954)
- Simfonia nr. 2 „Lirică” (Лирическая) (1955)
- Rapsodie pe teme slovace și morave (Рапсодия на словацкие и моравские темы) (1956)
- Uvertura festivă (Праздничная увертюра) (1957)
- Pe malul râului Cepța (На берегах Чепцы), poem în memoria lui Vladimir Korolenko (1959)
- Заре навстречу (1960)
- Uvertura nr. 3 (1961)
- 2 Invenții (Две инвенции) pentru orchestră de coarde, Op. 46a (1962); inițiall pentru pian
- Simfonia nr. 3 pentru orchestră de coarde și timpane, Op. 50 (1964)
- Uvertură, Op. 56 (1967)

Muzică de concert
- Fantasia Concertante (Концертная фантазия) pentru vioară și orchestră (1955)
- Concertul pentru violă și orchestră de cameră, Op. 52 (1967)
- Concert pentru trombon și orchestră (1968)
- Concert pentru vioară, pian și orchestră de coarde, Op. 73 (1981)
- Poveste de dragoste (Романс) pentru violoncel, pian și ansamblu cameral (1981); de asemenea, pentru violoncel solo, 4 violoncele și pian; muzica filmului Lenin la Paris

Muzică de cameră
- Preludiu și Fugă (Прелюдия и фуга) pentru cvartet de coarde (1940)
- Cvartetul de coarde nr. 1 (1936)
- Sonata nr. 1 pentru vioară și pian (1946)
- Cvartetul de coarde nr. 2 (1947)
- Calendarul naturii (Календарь природы), ciclu de 10 piese după Mihail Prișvin pentru vioară și pian (1947, 1948) (1947); inițial pentru orchestră
- Sonatina pentru oboi și pian (1949)
- Cvartetul de coarde nr. 3 (1949)
- Sonata nr. 1 pentru violoncel și pian (1951)
- Aria (Ария) pentru violoncel și pian (1952)
- Sonatina pentru flaut și pian (1952)
- Sonata nr. 2 pentru violoncel și pian (1957)
- Cvartetul de coarde nr. 4 (1958)
- Aria și Intermezzo (Ария и интермеццо) pentru violoncel și pian (1962)
- Concert Fantezie pe teme din trei cântece populare din vestul Ucrainei (Концертная фантазия на темы трех песен народов Западной Украины) pentru trompetă și pian (1963)
- 8 piese (Восемь пьес) pentru violoncel și pian (1963)
- Poveste de dragoste (Романс) pentru flaut și pian (1963)
- Sonata nr. 2 pentru vioară și pian (1964)
- Sonata nr. 1 pentru clarinet și pian (1966)
- Sonata nr. 3 pentru vioară și pian (1968)
- Divertimento (Дивертисмент) pentru vioară și pian (1969)
- Sonata pentru oboi și pian (1971)
- Sonata nr. 2 pentru clarinet și pian (1971)
- Sonata pentru violă și pian, Op. 62 nr. 1 (1971)
- 6 piese (Шесть пьес) pentru cvartet de coarde, Op. 64 (1972)
- Sonata pentru 3 clarinete (1974)
- Cvartetul de coarde nr. 5 (1977)
- Cvintetul pentru pian, Op. 72 (1981)
- Poveste de dragoste (Романс) pentru violoncel solo, 4 violoncele și pian (1981); de asemenea, pentru violoncel, pian și ansamblu cameral; muzica din filmul Lenin la Paris
- Fantasia (Фантазия) pentru violoncel și pian (1982)
- Sonata nr. 3 pentru clarinet și pian (1982)
- Phèdre (Федра; Phaedra) pentru violă solo, 2 viori, violoncel și pian, Op. 78 (1985)
- Sonata nr. 2 pentru vioară și pian (1985); a doua versiune a Phèdrei

Muzică de pian
- Toccata (Токката) (1935)
- Variații (Вариации) (1937)
- Tot anul (Круглый год), 12 piese după Samuil Marșak (1951); de asemenea, pentru orchestră
- Album pentru copii (Детский альбом) (1961)
- Invenții (Инвенции), Op. 46 (1962); de asemenea, pentru orchestră
- Album maghiar (Венгерский альбом), 14 piese (1966)
- Sonatina (1971)
- Sonata nr. 1 (1973)
- Sonata nr. 2 (1974)
- Sonata pentru 2 piane (1985)
- O zi la țară
- Aventuri tinerești
- Povești rusești

Muzică vocală
- 6 cântece pentru voce și pian (1949); text de Aleksandr Pușkin
- 7 cântece pe textele poeților armeni (Семь романсов на cлова армянских поэтов) (1949)
- 5 sonete de William Shakespeare (Пять сонетов У. Шекспира), pentru voce și pian (1959)
- 4 cântece pentru voce și pian (1961); text de Samuil Marșak
- Jurnal din închisoare (Тюремный дневник), ciclu de cântece pentru voce și pian (1962); text de Ho Și Min
- Înainte de furtună (Перед бурей), ciclu de cântece pentru voce și pian (1958)
- Poezie (Поэзия), ciclu pentru 2 voci, clarinet, violoncel, pian și percuție (1973); text de Federico García Lorca
- 5 cântece pentru voce și pian (1985); text din Iarna (Зима) de Luís de Camões

Muzică corală

- Curcubeu(Радуга), ciclu pentru cor și orchestră de cameră (1963); text de Samuil Zalmanovici Galkin

Coloane sonore pentru filme
- Fum în pădure (Дым в лесу) (1955); regizat de Evgheni Karelov și Iuri Ciuliukin
- Circus Festival, film documentar (1958)
- Timur and His Command (Тимур и его команда) (1976); regizat de Aleksandr Blank și Serghei Linkov
- Marshal revolyutsii (Маршал революции) (1978); regizat de Serghei Linkov
- Krik gagary (Крик гагары) (1980); regizat de Serghei Linkov
- Lenin in Paris (1981); regizat de Serghei Iutkevici
- Bereg yevo zhizni (Берег его жизни) (1984); regizat de Iuri Solomin
- The Best Years (Лучшие годы) (1994); regizat de Serghei Linkov

## Discografie
- Jurnalul Annei Frank (Das Tagebuch Der Anne Frank), Monologue-Opera; World Premiere Recording; Sandra Schwarzhaupt (soprană); Hans Erik Deckert (regizor); Emsland Ensemble; Profil PH04044

## Scrieri
- Фрид, Григорий: Музыка. Общение. Судьбы: О Московском молодежном музыкальном клубе: Статьи и очерки; Автор предисловия И. Нестьев 237, с. ил. 22 см, М. Сов. композитор 1987
- Фрид, Григорий: Музыка! Музыка? Музыка... и молодежь,  213, с. ил., нот. ил. 26 см, М. Советский композитор 1991